# 天空宇宙流
天空 宇宙流（てんくう そらる、1980年1月5日 - ）は日本の4コマ漫画家。女性。しかし一部の書籍では、自身を「兄（男性）」と扱うこともあった。
兄が二人、弟が一人いる。

## 作品

### 天空宇宙流 名義
- 『4コマ劇場』シリーズを多数執筆、「月刊少年ガンガン」にて『ドラゴンクエストVIII』情報ページの4コマ挿絵。